# Maruv
Maruv, właściwie Anna Borysiwna Korsun (ukr. Анна Борисівна Корсун), z domu Popeluch (ukr. Попелюх) (ur. 15 lutego 1991 w Pawłohradzie) – ukraińska piosenkarka, autorka tekstów i kompozytorka. Żyje i pracuje w Kijowie.
W latach 2013–2017 wokalistka zespołu The Pringlez. Następnie śpiewała w zespole Maruv, który miał być następcą The Pringlez. W wywiadzie z 2018 wyjawiła, że później sama zaczęła tworzyć pod tym pseudonimem. Od 2020 tworzy pod pseudonimem Shlakoblochina. Wydała trzy epki: Stories (2017), Hellcat Story (2019) i Fatality (2020) oraz album studyjny pt. Black Water (2018). Album promowała singlem „Drunk Groove”, który dotarł na szczyt listy przebojów w Rosji, Ukrainie i Polsce.
Laureatka Europejskiej Nagrody Muzycznej MTV dla najlepszego rosyjskiego wykonawcy (2019). Zwyciężczyni programu Widbir 2019, wyłaniającego reprezentanta Ukrainy w 64. Konkursie Piosenki Eurowizji.

## Życiorys
W latach szkolnych uczyła się muzyki i tańca. Uczęszczała do liceum fizyczno-matematycznego i szkoły muzycznej do wydziału chóralnego. W ramach grupy tanecznej „Lik” koncertowała po miastach Ukrainy.
W 2013 założyła studencki zespół muzyczny The Pringlez, z którym wystartowała w konkursie „Pepsi Stars of Now”. W 2014 ukończyła studia na Wydziale Automatyki i Inżynierii Instrumentów Narodowego Technicznego Uniwersytetu Politechniki Charkowskiej, uzyskując dyplomy w dwóch specjalnościach „fizyka radiowa i elektronika” oraz „specjalista w dziedzinie własności intelektualnej” oraz została półfinalistką czwartej edycji muzycznego talent show 1+1 Hołos krainy. W 2015 z zespołem The Pringlez zajęła trzecie miejsce w konkursie „Nowa Fala” w Soczi. W 2016 z piosenką „Easy to Love” startowali w ukraińskich eliminacjach do 61. Konkursu Piosenki Eurowizji. Wystąpili w drugim półfinale selekcji i nie zdobyli awansu do finału. W trakcie udziału w konkursie poznali producenta muzycznego Jurija Nikitina, z którym rozpoczęli współpracę. W 2017 zespół zmienił nazwę na Maruv. Ponadto członkowie grupy postanowili zmienić koncepcję swojej pracy. Dawna nazwa grupy została porzucona, podobnie jak ich pop-rockowy styl. Tworzyli w nowym popowym stylu aż do marca 2018.
7 maja 2017 wydała solowy minialbum pt. Stories. Zawiera siedem utworów napisanych w trzech językach – ukraińskim, rosyjskim i angielskim. Jesienią 2017 uczestniczyła w ósmym sezonie muzycznego talent show X-Factor. Również w 2017 nawiązała współpracę z Michajłem „Boosinem” Businem, z którym otworzyła wytwórnię muzyczną Zori Sound i wydała kilka singli, w tym „Drunk Groove”, który stał się przebojem i dotarł na szczyty list przebojów w Rosji, Ukrainie i Polsce. 28 września 2018 wydała pierwszy solowy album studyjny pt. Black Water. Wykonała utwór „Drunk Groove” na otwarciu Muz-TV 2018 i 10 czerwca na Wzgórzach Worobiowych w Moskwie z okazji otwarcia Mistrzostw Świata w Piłce Nożnej 2018. 30 lipca wydali utwór „Focus on Me”.

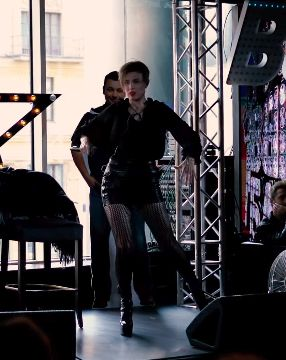
Maruv (2019)

W styczniu 2019 została ogłoszona uczestniczką programu Widbir, mającego wyłonić reprezentanta Ukrainy w 64. Konkursie Piosenki Eurowizji, do którego zgłosiła się z piosenką „Siren Song”. W lutym zwyciężyła w finale selekcji, uzyskując prawo reprezentowania kraju w konkursie organizowanym w Tel Awiwie. Po finale programu przedstawiciele NSTU, która wybiera przedstawiciela kraju na konkurs, ogłosili, że podejmą ostateczną decyzję o udziale Maruv w konkursie w ciągu 48 godzin od odpowiedzi artysty ze względu na problemy związane z jej trasą koncertową w Rosji. Później okazało się, że NSTU zaoferowała Maruv kontrakt, w którym (oprócz klauzul dotyczących zakazu koncertowania w Rosji), istniał zapis o pełnej kontroli nad całym procesem twórczym oraz o zakazie komunikacji z dziennikarzami pod karą grzywny. Co więcej, wszystkie koszty związane z przygotowaniem się do konkursu miała ponieść sama. Maruv nazwała to „naciskiem, aby zmusić ją do rezygnacji z konkursu”. 25 lutego potwierdzono, że Maruv nie pojedzie na Eurowizję, ponieważ nie doszła z NSTU do porozumienia, nie podpisując umowy z telewizją. Piosenkarka skomentowała decyzję o odmowie uczestnictwa:
„Odmawianie koncertów w Rosji nie było dla nas zasadnicze. Główne różnice spowodowane były innymi klauzulami umowy, które, jeśli podpiszę, stanę się dla nich niewolnikiem. Jestem obywatelką Ukrainy, płacę podatki i szczerze kocham Ukrainę, ale nie jestem gotowa na wymyślenie haseł, zamieniając mój pobyt w konkursie w promocję naszych polityków. Jestem muzykiem, a nie kijem baseballowym na arenie politycznej”
 Jesienią uczestniczyła w szóstej edycji programu rozrywkowego 1+1 Tanci z zirkamy. 3 listopada uczestniczyła w 26. gali rozdania Europejskich Nagród Muzycznych MTV, na której odebrała statuetkę dla najlepszego rosyjskiego wykonawcy.
W 2020 zaczęła tworzyć pod pseudonimem Shlakoblochina. 6 marca wydała singiel „Nowaja sila kiski”, a 10 kwietnia epkę pt. Fatality.

## Życie prywatne
Jest zamężna z Aleksandrem Korsunem, którego poznała w okresie studiów.

### Poglądy polityczne
Podczas finału programu Widbir 2019 została na wizji zapytana przez Jamalę o to, czy Krym jest częścią Ukrainy i czy Rosja jest agresorem. Odpowiedziała twierdząco na pierwsze pytanie, a na drugie zareagowała obserwacją, że „jeśli Rosja ma złego prezydenta, nie oznacza to, że wszyscy tam ludzie są źli”. Za kulisami programu reporter „Kanał 24” poprosiła piosenkarkę o opisanie, co dzieje się w Donbasie i czy ma jasną pozycję do tego, co się tam dzieje, Maruv uniknęła bezpośredniej odpowiedzi, mówiąc:
„To jest dla mnie bardzo trudne pytanie, ponieważ moi krewni stracili tam swoje domy i bardzo trudno mi o tym mówić. Ale chcę, żeby pokój wreszcie nadszedł i żeby to się skończyło”.

## Dyskografia

### Albumy studyjne
| Rok  | Tytuł                                                                                             | Certyfikat                | Sprzedaż       |
| ---- | ------------------------------------------------------------------------------------------------- | ------------------------- | -------------- |
| 2017 | Stories - Data: 5 maja 2017 - Wytwórnia: UMIG Mjuzik - Format: digital download                   | brak                      | brak danych    |
| 2018 | Black Water - Data: 28 września 2018 - Wytwórnia: Warner Music Russia - Format: digital download  | - RUS: 3× platynowa płyta | - RUS: 30,000+ |
| 2021 | No Name - Data: 5 listopada 2021 - Wytwórnia: Sony Music Entertainment - Format: digital download | brak                      | brak danych    |

### Single
| Rok                                                      | Tytuł                                                    | Najwyższe pozycje na listach | Najwyższe pozycje na listach | Najwyższe pozycje na listach | Najwyższe pozycje na listach | Najwyższe pozycje na listach | Najwyższe pozycje na listach | Najwyższe pozycje na listach | Najwyższe pozycje na listach | Najwyższe pozycje na listach | Najwyższe pozycje na listach | Najwyższe pozycje na listach | Najwyższe pozycje na listach | Najwyższe pozycje na listach | Najwyższe pozycje na listach | Certyfikat                | Album         |
| Rok                                                      | Tytuł                                                    | UKR                          | UKR                          | UKR                          | UKR                          | BLR                          | BUL                          | LTU                          | POL                          | RUS                          | RUS                          | RUS                          | WNP                          | WNP                          | WNP                          | Certyfikat                | Album         |
| Rok                                                      | Tytuł                                                    | AirPlay                      | Radio                        | YouTube                      | All Media                    | BLR                          | BUL                          | LTU                          | POL                          | Radio                        | YouTube                      | All Media                    | Radio                        | YouTube                      | All Media                    | Certyfikat                | Album         |
| -------------------------------------------------------- | -------------------------------------------------------- | ---------------------------- | ---------------------------- | ---------------------------- | ---------------------------- | ---------------------------- | ---------------------------- | ---------------------------- | ---------------------------- | ---------------------------- | ---------------------------- | ---------------------------- | ---------------------------- | ---------------------------- | ---------------------------- | ------------------------- | ------------- |
| 2017                                                     | „Sonce”                                                  | –                            | –                            | –                            | –                            | –                            | –                            | –                            | –                            | –                            | –                            | –                            | –                            | –                            | –                            | brak                      | Stories       |
| 2017                                                     | „Let Me Love You”                                        | –                            | –                            | –                            | –                            | –                            | –                            | –                            | –                            | –                            | –                            | –                            | –                            | –                            | –                            | brak                      | Stories       |
| 2017                                                     | „Spini” (oraz Boosin)                                    | –                            | –                            | –                            | –                            | –                            | –                            | –                            | –                            | –                            | –                            | –                            | –                            | –                            | –                            | brak                      | –             |
| 2017                                                     | „Drunk Groove” (oraz Boosin)                             | 2                            | 1                            | –                            | –                            | 1                            | 8                            | –                            | 8                            | 1                            | –                            | –                            | 1                            | 14                           | 1                            | - POL: 3× platynowa płyta | Black Water   |
| 2018                                                     | „For You” (oraz Faruk Sabanci)                           | 9                            | 9                            | –                            | –                            | –                            | –                            | –                            | –                            | 44                           | –                            | –                            | 43                           | –                            | 51                           | brak                      | –             |
| 2019                                                     | „Siren Song”                                             | 1                            | 2                            | –                            | –                            | 1                            | 8                            | 70                           | –                            | 2                            | –                            | –                            | 1                            | 19                           | 1                            | - RUS: 3× platynowa płyta | –             |
| 2019                                                     | „Mon Amour” (oraz Mosimann)                              | –                            | –                            | –                            | –                            | –                            | –                            | –                            | –                            | 56                           | –                            | –                            | 64                           | 24                           | 56                           | brak                      | –             |
| 2019                                                     | „Mieżdu nami”                                            | –                            | –                            | 2                            | 3                            | –                            | –                            | –                            | –                            | –                            | 8                            | 79                           | 225                          | 8                            | 345                          | brak                      | –             |
| 2020                                                     | „Nowaja siła kiski” (oraz Fearmuch; jako Shlakoblochina) | –                            | –                            | –                            | –                            | –                            | –                            | –                            | –                            | –                            | –                            | –                            | –                            | –                            | –                            | brak                      | Fatality (EP) |
| 2020                                                     | „Samolietnaja” (jako Shlakoblochina)                     | –                            | –                            | –                            | –                            | –                            | –                            | –                            | –                            | –                            | –                            | –                            | –                            | –                            | –                            | brak                      | Fatality (EP) |
| 2020                                                     | „I Want You” (oraz Boosin)                               | –                            | –                            | –                            | –                            | –                            | –                            | –                            | –                            | 3                            | –                            | 8                            | 4                            | 94                           | 7                            | brak                      | –             |
| 2020                                                     | „Sad Song”                                               | –                            | –                            | 54                           | 87                           | –                            | –                            | –                            | –                            | 6                            | 77                           | –                            | 10                           | 77                           | 9                            | brak                      | –             |
| 2020                                                     | „Maria”                                                  | –                            | –                            | –                            | –                            | –                            | –                            | –                            | –                            | –                            | –                            | –                            | –                            | 61                           | 271                          | brak                      | –             |
| 2021                                                     | „VIP” (jako Shlakoblochina)                              | –                            | –                            | –                            | –                            | –                            | –                            | –                            | –                            | –                            | –                            | –                            | –                            | –                            | –                            | brak                      | –             |
| 2021                                                     | „Crush”                                                  | –                            | –                            | –                            | –                            | –                            | –                            | –                            | –                            | –                            | –                            | –                            | –                            | 78                           | 574                          | brak                      | –             |
| 2021                                                     | „Call 911” (oraz Sickotoy)                               | –                            | –                            | –                            | –                            | –                            | –                            | –                            | –                            | 66                           | –                            | –                            | 91                           | –                            | 87                           | brak                      | –             |
| 2021                                                     | „Komilfo” (oraz Filipp Kirkorow)                         | –                            | –                            | –                            | –                            | –                            | –                            | –                            | –                            | –                            | –                            | –                            | 632                          | 15                           | 57                           | brak                      | –             |
| 2021                                                     | „Candy Shop”                                             | –                            | –                            | –                            | –                            | –                            | –                            | –                            | –                            | –                            | –                            | –                            | 248                          | 60                           | 121                          | brak                      | –             |
| 2021                                                     | „Rich Bitch”                                             | 13                           | –                            | –                            | –                            | –                            | –                            | –                            | –                            | –                            | –                            | –                            | –                            | –                            | –                            | brak                      | No Name       |
| 2021                                                     | „Bullet” (oraz The Hatters)                              | 14                           | –                            | –                            | –                            | –                            | –                            | –                            | –                            | –                            | –                            | –                            | 594                          | –                            | 469                          | brak                      | No Name       |
| 2021                                                     | „Szpok Szpok” (jako Shlakoblochina)                      | –                            | –                            | –                            | –                            | –                            | –                            | –                            | –                            | –                            | –                            | –                            | –                            | –                            | –                            | brak                      | –             |
| 2021                                                     | „Joloczka” (jako Shlakoblochina)                         | –                            | –                            | –                            | –                            | –                            | –                            | –                            | –                            | –                            | –                            | –                            | –                            | –                            | –                            | brak                      | –             |
| 2021                                                     | „Proszaj”                                                | –                            | –                            | –                            | –                            | –                            | –                            | –                            | –                            | 45                           | –                            | –                            | –                            | –                            | –                            | brak                      | –             |
| „–” oznacza, że singel nie był notowany na danej liście. |                                                          |                              |                              |                              |                              |                              |                              |                              |                              |                              |                              |                              |                              |                              |                              |                           |               |

### Inne notowane utwory
| Rok                                                      | Tytuł             | Najwyższe pozycje na listach | Najwyższe pozycje na listach | Najwyższe pozycje na listach | Najwyższe pozycje na listach | Najwyższe pozycje na listach | Najwyższe pozycje na listach | Najwyższe pozycje na listach | Najwyższe pozycje na listach | Najwyższe pozycje na listach | Najwyższe pozycje na listach | Najwyższe pozycje na listach | Album              |
| Rok                                                      | Tytuł             | UKR                          | UKR                          | UKR                          | UKR                          | BLR                          | RUS                          | RUS                          | RUS                          | WNP                          | WNP                          | WNP                          | Album              |
| Rok                                                      | Tytuł             | AirPlay                      | Radio                        | YouTube                      | All Media                    | BLR                          | Radio                        | YouTube                      | All Media                    | Radio                        | YouTube                      | All Media                    | Album              |
| -------------------------------------------------------- | ----------------- | ---------------------------- | ---------------------------- | ---------------------------- | ---------------------------- | ---------------------------- | ---------------------------- | ---------------------------- | ---------------------------- | ---------------------------- | ---------------------------- | ---------------------------- | ------------------ |
| 2018                                                     | „Focus on Me”     | 3                            | 1                            | –                            | –                            | 2                            | 1                            | –                            | –                            | 2                            | 95                           | 3                            | Black Water        |
| 2018                                                     | „Black Water”     | –                            | –                            | –                            | –                            | –                            | 112                          | –                            | –                            | 112                          | –                            | 136                          | Black Water        |
| 2019                                                     | „To Be Mine”      | –                            | –                            | –                            | –                            | –                            | –                            | –                            | –                            | –                            | 61                           | 630                          | Hellcat Story (EP) |
| 2019                                                     | „If You Want Her” | –                            | –                            | –                            | –                            | –                            | –                            | –                            | –                            | –                            | 53                           | 512                          | Hellcat Story (EP) |
| 2021                                                     | „Ne zabudu”       | 15                           | –                            | –                            | –                            | –                            | –                            | –                            | –                            | –                            | –                            | –                            | No Name            |
| „–” oznacza, że singel nie był notowany na danej liście. |                   |                              |                              |                              |                              |                              |                              |                              |                              |                              |                              |                              |                    |